# Casa Memorială „Emil Racoviță”
Casa memorială Emil Racoviță este un muzeu memorial înființat în casa în care s-a născut și a trăit omul de știință Emil Racoviță (1868-1947) în satul Emil Racoviță din comuna Dănești (județul Vaslui), pe când satul se mai numea Șurănești, aflat la 45 km nord de Vaslui, pe DN 24, cuprinde obiecte legate de copilăria savantului, fotocopii, facsimile. Acestora li s-au adăugat colecții memoriale privind viața și activitatea acad. Emil Condurachi (1912 - 1987), istoric și arheolog, specialist în istoria antichității, precum și a lui Grigore T. Popa (1892 - 1948), reprezentant al Școlii de Anatomie Funcțională Iași. Ambii sunt fiii acestui sat.
Conacul Emil Racoviță se află  pe Lista monumentelor istorice din județul Vaslui din anul 2015, având codul  VS-II-a-B-06795 și fiind format din 4 obiective:
- Corpul Vechi – datând din sec. al XIX-lea și având codul VS-II-m-B-06795.01;
- Corpul Nou – datând de la începutul sec. al XX-lea și având codul VS-II-m-B-06795.02;
- Ruinele beciurilor – datând din sec. al XIX-lea și având codul VS-II-m-B-06795.03;
- Parcul cu arbori seculari – aflat în partea de est a satului, datând din sec. al XIX-lea și având codul VS-II-m-B-06795.04.

## Istoric

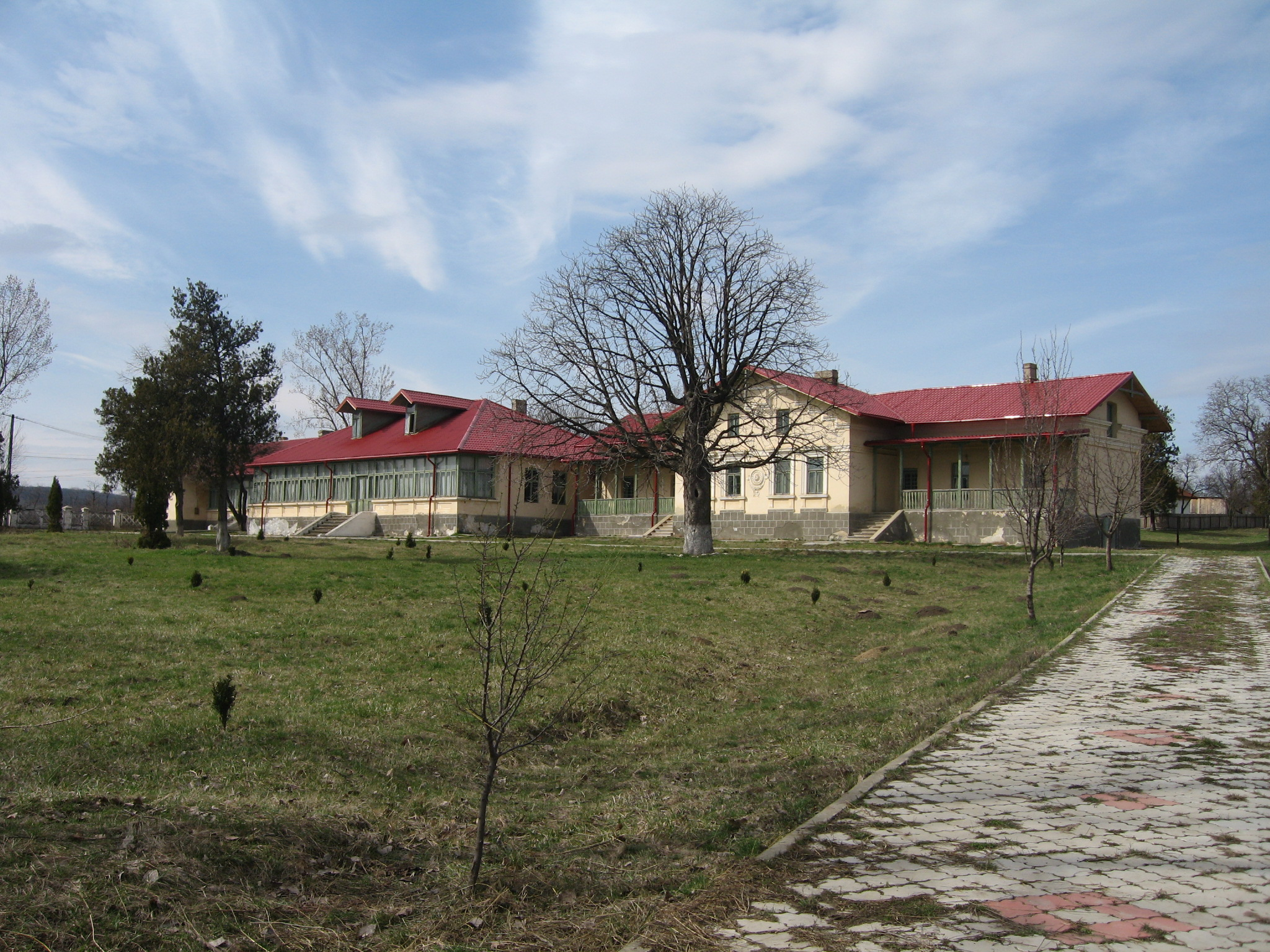
Casa memorială Emil Racoviță

Conacul a fost construit de înaintașii savantului Emil Racoviță în secolul al XIX-lea. Părinții săi, Gheorghe și Eufrosina, aveau în proprietate o moșie formată din 1.000 ha de teren arabil și 500 ha de pădure. Emil Racoviță s-a născut la 15 noiembrie 1868, în Iași, dar și-a petrecut copilăria la Șurănești (azi satul Emil Racoviță). 
În 1877, avocatul Gheorghe Racoviță, tatăl lui Emil Racoviță, a construit pe deal biserica din sat. În fața sa este amplasat un monument de marmură albă cu un lung pomelnic al familiei lui Gh. Racoviță, stăpânul moșiei, decedat în februarie 1913. În spatele bisericii se află un cavou cu uși grele din fier, peste care au crescut tufe groase de iarbă.
Emil Racoviță a urmat studii la Iași, învățând la o școală din Păcurari cu învățătorul Ion Creangă, apoi la Liceul „Institutele Unite” din Iași, unde i-a avut ca profesori pe Grigore Cobălcescu, Petru Poni și pe Alexandru D. Xenopol, iar colegi pe Grigore Antipa și Dimitrie Voinov. După absolvirea liceului la Iași, tânărul Racoviță va pleca la Paris unde a urmat cursurile Facultății de Drept la îndemnul părinților, dar și Școala de Antropologie de la Sorbona. Sub influența ideilor vremii, Emil Racoviță a intrat în contact cu cercurile socialiste, participând la Congresul Internaționalei a II-a și semnând actul ce
proclama ziua de 1 Mai ca Ziua Internațională a Muncii.
În perioada interbelică, devenit proprietar al moșiei după moartea tatălui său și crezând sincer în ideile socialiste ale vremii sale, Emil Racoviță a împărțit pământul țăranilor din Șurănești și a donat pădurea statului, păstrându-și doar casa și 11 hectare de teren.
Între anii 1962-1964, conacul lui Emil Racoviță a fost reparat de stat, urmând să deschis ca muzeu, cu prilejul apropiatei sărbătoriri a savantului de către UNESCO. Casa memorială „Emil Racoviță” a fost deschisă în anul 1964. Muzeul este organizat în casa în care a copilărit Emil Racoviță (1868-1947) și cuprinde obiecte legate de copilăria savantului, fotocopii, facsimile. Acestora li s-au adăugat colecții memoriale privind viața și activitatea academicianului Emil Condurachi (1912-1987), istoric și arheolog, specialist în istoria antichității, precum și a lui Grigore Th. Popa (1892-1948), reprezentant al Școlii de Anatomie Funcțională Iași. Ambii sunt fii ai acestui sat.
În noiembrie 1988, cu prilejul împlinirii a 120 de ani de la nașterea lui Emil Racoviță, un colectiv restrâns din cadrul Muzeului Județean Vaslui, sub conducerea muzeografului principal, Viorica Zgutta-Cristea, a reorganizat expoziția de bază a Casei memoriale abordând o tematică structurată pe trei mari secțiuni: viața și activitatea lui Emil Racoviță (familia, copilăria, tinerețea) (1868-1947); participarea la expeditia antarctică (1897-1899); Emil Racoviță – fondatorul biospeologiei (1900-1947).

## Expoziția memorială Emil Racoviță

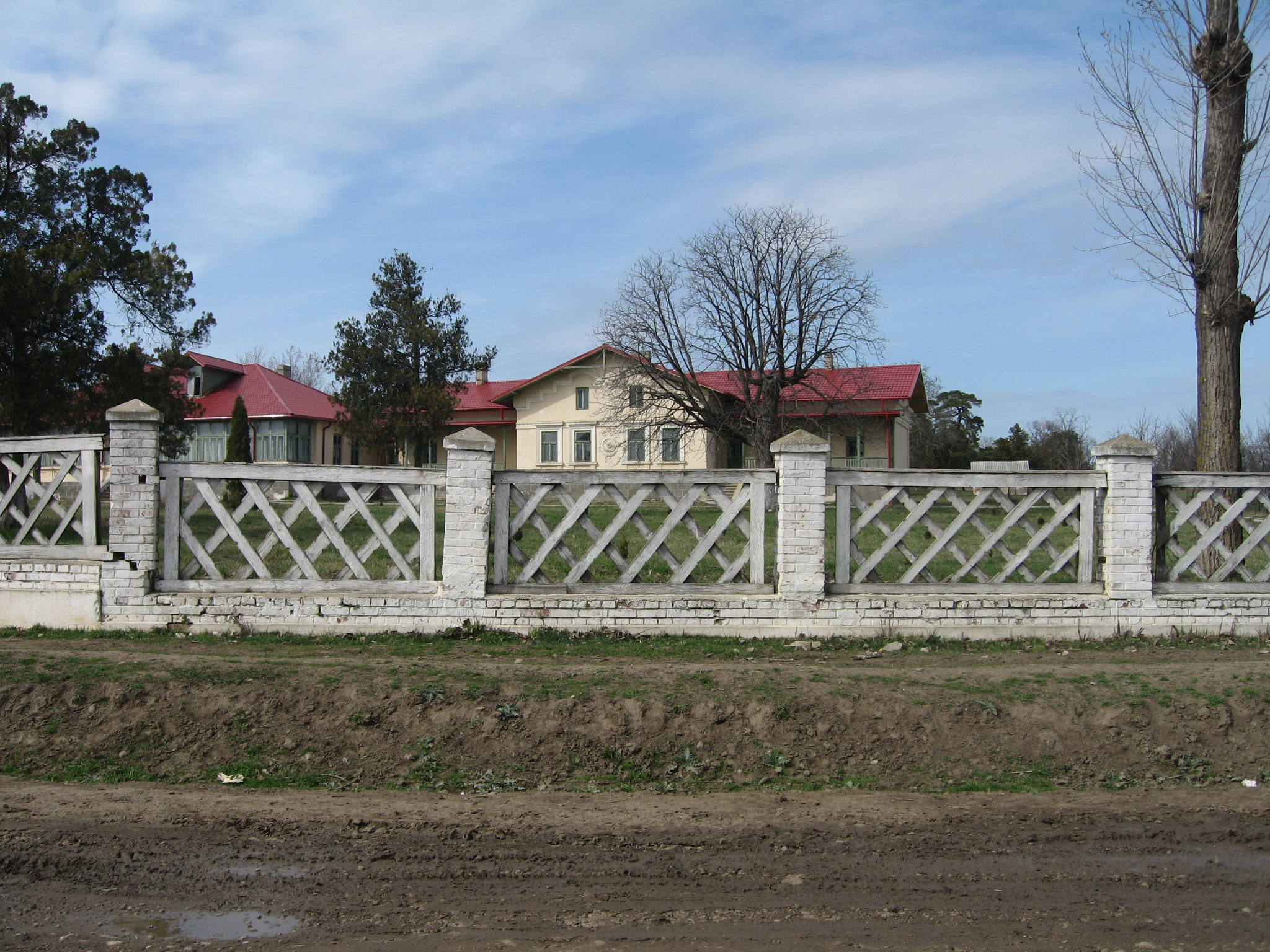
Casa memorială Emil Racoviță

Expoziția conține fotografii și documente care ilustrează vechimea familiei boierilor Racoviță (descendenți ai domnitorului Mihai Racoviță), arborele genealogic întocmit de Gheorghe Ghibănescu, blazonul familiei și date referitoare la părinții savantului: Gheorghe și Eufrosina. 
Primul tronson expozițional este organizat în două camere. În prima cameră se află un birou masiv și o bibliotecă cu puține volume, care au rămas în urma unui incendiu. În a doua încăpere s-a aflat dormitorul părinților.
Al doilea segment al expoziției se referă la expediția antarctică (1897-1899), aici fiind expuse hărți, fotografii și diapozitive pe sticlă făcute de însuși Racoviță la Polul Sud, desene, fișe de observație privind fauna și flora arctică, lucrări științifice, comentarii, interviuri și conferințe susținute de Emil Racoviță, la care se adaugă obiectele personale pe care le-a avut cu el în expediție: trusa sa de călătorie, aparatul de fotografiat.
Al treilea tronson expozițional ilustrează activitatea sa de speolog și de fondator al biospeologiei. Aici sunt expuse sabia și bicornul de academician, fotografii și obiecte specifice cercetării peșterilor, scrisori și publicații, ca și o bogată corespondență.

## Proiect de renovare
În 2019, Institutul Național al Patrimoniului a lansat un concurs de proiectare pentru restaurarea, consolidarea și punerea în valoare a obictivului „Conacul Emil Racoviță, azi Casă memorială”.